# 長尾谷高等学校
長尾谷高等学校（ながおだにこうとうがっこう）は、大阪府枚方市長尾元町二丁目に本校を持つ通信制・単位制の私立高等学校。学校法人東洋学園が運営している。

## 概要
大阪府枚方市の本校のほかに近畿地区に4分校を設置する広域通信制高校。技能連携校として東洋学園高等専修学校、近畿情報高等専修学校を有する。
通学区域は大阪府・京都府・奈良県・兵庫県・滋賀県の近畿地区の5府県。

校則は緩やかで服装や髪色、アルバイトや各種免許の取得に制限はない。ただし長尾谷高校在籍扱いとなる技能連携校生は制服での通学が指定される。

### 学習の流れ
4月入学と9月入学に分かれる二学期制。
ただし高校中退等により転入学・編入学を希望する者の出願と入学は随時受け付ける。
スクーリング（授業）は通信制高校としてはやや頻度の多い週3日程度。
学習指導要領において必履修の国語・数学・理科・地理歴史・公民・保健体育・情報・芸術・家庭科・外国語（英語）のほか、小論文講座や商業系（簿記、マーケティング）などの学校設定科目、総合的な学習の時間から所定の単位数を選択する。また校外学習や社会見学・映画鑑賞・進路説明会などの特別活動も一定時間以上の出席・参加が必要となる。
いずれも地涌に選択することができるが、京都校にのみあった美容系、ダンス系、音楽系などのように分校によっては選べない授業、特別活動もある。
卒業に必要となる単位認定にはレポートの提出の他、総合学習・学校設定科目・芸術科目を除く科目の単位認定試験受験と合格を求められる。

## クラブ活動
テニス部が国民体育大会や定時制通信制大会などの各種大会で上位の成績をおさめていることで知られる。そのほか、運動系や文化系のクラブ活動が設置されている。

## 著名な卒業生
- 朝陽丸勝人（元大相撲力士）
- 木野下円（イラストレーター）
- 伊藤竜馬（テニスプレイヤー）
- 小笠原茉由（元NMB48）

## 所在地
- 本校：大阪府枚方市長尾元町2丁目29-27
- 京都校：京都府京都市伏見区深草佐野屋敷町11−1
- 梅田校：大阪市北区中津6-5-17
- 奈良校：奈良市大宮町4丁目266-1
- なんば校：大阪市浪速区元町1丁目11-1

## 交通
本校
- 西日本旅客鉄道（JR西日本）学研都市線・長尾駅西へ約600m。

京都校
- 京阪本線・墨染駅から西へ400ｍ。
- 近鉄京都線・伏見駅から東へ450ｍ。
- JR奈良線・藤森駅から西へ900ｍ。

梅田校
- 阪急電鉄・中津駅南西へ約250m。
- JR西日本大阪駅、Osaka Metro御堂筋線・梅田駅、Osaka Metro谷町線・東梅田駅北西へ約1.3km。
- 阪神本線・大阪梅田駅北西へ約1.1km。
- JR東西線・北新地駅、Osaka Metro四つ橋線・西梅田駅北西へ約1.1km。

奈良校
- 近鉄奈良線・新大宮駅下車。
- 関西本線（大和路線） 奈良駅下車。
- 奈良交通大宮町１丁目バス停下車。

なんば校
- 南海難波駅・Osaka Metro御堂筋線なんば駅  5番出口から南西へ約250m。
- Osaka Metro四つ橋線なんば駅 32番出口から南へ約200m。
- 近鉄・阪神大阪難波駅　21番出口から南西へ約400m。
- 関西本線（大和路線）JR難波駅　東側出口から南東へ約500m。